# زهرا کیانی
زهرا کیانی هرچگانی(زاده ۱۳۷۸ در هرچگان)، ووشوکار و تالوکار ایرانی است. کیانی در ششمین دوره ووشو قهرمانی جوانان جهان موفق به کسب مدال طلا در بخش چانگ چوان و چیانگ شو شد.وی همچنین در بخش جین شو با نمره ۹٫۳۹ بعد از ورزشکار چینی «مِنگزوان ژِنگ» که مدال طلا با نمره ۹٫۴۰ را به دست آورد موفق به کسب مدال نقره شد. کیانی با کسب دو مدال طلا و یک نقره موفق‌ترین و پر افتخارترین ورزشکار ششمین مسابقات جوانان جهان در بلغارستان بود و توسط منتقدین «فوق‌العاده» نامیده شد.زهرا کیانی با کسب مدال نقره در سیزدهمین مسابقات جهانی ووشو با امتیاز ۹٫۵۲ بعد از حریف روسی «ساندرا کُنستانتینُوا» باامتیاز ۹٫۵۳
که به مدال طلا رسید. وی نخستین بانوی تالوکار ایرانی است که در بخش تالو در رده سنی بزرگسالان به مدال جهانی دست یافته است.

## در عرصه ووشو
مانند بسیاری از ورزشکاران در رشته تالو، کیانی نیز دارای پیش زمینه‌ای در رشته ژیمناستیک است. وی تا ۸ سالگی در رشته ژیمناستیک فعالیت داشته و از طریق یکی از دوستانش با ووشو آشنا گردیده و در این رشته فعالیت می‌کند.
زهرا کیانی برای اولین بار در سن ۱۰ سالگی در مسابقات برون مرزی شرکت کرد که موفق به کسب مدال نقره شد. فعالیت کیانی از سال ۲۰۱۰ و کسب ۱۷ مدال قهرمانی، او را تبدیل به پر افتخارترین تالو کار ایران است.
زهرا کیانی در مجموعهٔ داوینچیز هم بازی کرده است.

## نتایج (به تفکیک مسابقات)

### مسابقات ووشو قهرمانی جهان ۲۰۱۹
زهرا کیانی در فرم «جین شو» با امتیاز ۹٫۵۴ در رتبه چهارم قرار گرفت. نمایندگان ماکائو، ویتنام و کره جنوبی در رتبه‌های اول تا سوم ایستادند. وی در فرم «چانگ چوان» به هدف خود رسید و با امتیاز ۹٫۶۴ به مدال برنز دست یافت. در این فرم نمایندگان چین و ماکائو به رتبه‌های اول و دوم رسیدند.